# As Plantas Que Curam
| Críticas profissionais | Críticas profissionais |
| Avaliações da crítica  | Avaliações da crítica  |
| Fonte                  | Avaliação              |
| ---------------------- | ---------------------- |
| Allmusic               | [ 1 ]                  |

As Plantas Que Curam é o álbum de estreia da banda goiana de rock psicodélico Boogarins, lançado em 2013 pela gravadora Other Music após a gravação caseira do EP de mesmo nome por Dinho Almeida e Benke Ferraz, durante o ensino médio. Na ocasião, o EP continha apenas 6 faixas. Como mencionado através da análise musical da Pitchfork, a sonoridade do álbum é bastante influenciada pela discografia da banda Os Mutantes, pioneira do Rock psicodélico no Brasil. Definindo a sonoridade do grupo por toda sua trajetória, os Boogarins também são comumente comparados á banda australiana Tame Impala.
Almeida and Ferraz are Brazilian, and it is impossible to listen to the album' opening track, from its title of "Lucifernandis" to its gonzo, slightly out-of-time opening riff and not think "Os Mutantes." That group's gently antic spirit, and their secret sweet-tooth genius with pop melodies, presides over Boogarins like a loony-uncle figure who won't ever quite leave the garage.— Jayson Greene, Pitchfork

## Lista de faixas
| N.º | Título                    | Duração |  |
| 1.  | "Lucifernandis"           | 4:03    |  |
| 2.  | "Erre"                    | 3:48    |  |
| 3.  | "Infinu"                  | 3:26    |  |
| 4.  | "Despreocupar"            | 2:49    |  |
| 5.  | "Hoje Aprendi de Verdade" | 4:00    |  |
| 6.  | "Fim"                     | 1:59    |  |
| 7.  | "Doce"                    | 4:57    |  |
| 8.  | "Eu Vou"                  | 2:19    |  |
| 9.  | "Canção Perdida"          | 1:09    |  |
| 10. | "Paul"                    | 3:23    |  |

## Equipe
Boogarins
- Hans Castro - bateria
- Dinho Almeida - voz e guitarra rítmica
- Benke Ferraz - guitarra solo
- Raphael Vaz - baixo

Equipe adicional
- Boogarins - Produção